# Estetal (Naturschutzgebiet)
Das Estetal ist ein Naturschutzgebiet in den niedersächsischen Gemeinden Welle, Tostedt, Kakenstorf und Dohren in der Samtgemeinde Tostedt, Drestedt, Wenzendorf, Hollenstedt, Appel, Moisburg und Regesbostel in der Samtgemeinde Hollenstedt und der Stadt Buchholz in der Nordheide im Landkreis Harburg.

## Allgemeines
Das aus zwei Teilen bestehende Naturschutzgebiet mit dem Kennzeichen NSG LÜ 358 ist circa 685 Hektar groß. Es ist vollständig Bestandteil des FFH-Gebietes „Este, Bötersheimer Heide, Glüsinger Bruch und Osterbruch“. Nach Norden grenzt es an das Naturschutzgebiet „Unteres Estetal“ im Landkreis Stade, östlich von Tostedt kleinflächig an das Naturschutzgebiet „Glüsinger Bruch und Osterbruch“. Zwischen der Bundesstraße 75 nordöstlich von Tostedt und Moisburg ist es vielfach vom Landschaftsschutzgebiet „Estetal und Umgebung“ umgeben. Die beiden Teile des Naturschutzgebietes sind in Hollenstedt durch einen Teil des Landschaftsschutzgebietes „Estetal“ miteinander verbunden. Im Süden grenzt das Naturschutzgebiet an einen weiteren Teil des aus zwei Teilen bestehenden, circa 215 Hektar großen Landschaftsschutzgebietes „Estetal“. Das Landschaftsschutzgebiet „Estetal und Umgebung“ ist in den Geltungsbereichen der Naturschutz- bzw. Landschaftsschutzverordnung im Naturschutz- bzw. Landschaftsschutzgebiet „Estetal“ aufgegangen. Natur- und Landschaftsschutzgebiet „Estetal“ wurden zum 1. Februar 2020 ausgewiesen. Zuständige untere Naturschutzbehörde ist der Landkreis Harburg.

## Beschreibung
Das Naturschutzgebiet liegt südwestlich von Hamburg. Es erstreckt sich entlang des Estetals und schließt teilweise daran angrenzende Bereiche mit ein, darunter die Unterläufe mehrerer der Este zufließender Bäche und Teile der Seggerheide zwischen Tostedt und Hollenstedt. Die Este durchfließt teilweise Grünlandbereiche und bewaldete Bereiche. Unterhalb von Hollenstedt herrschen Grünlandbereiche vor, wobei die Este teilweise von Gehölzbeständen begleitet wird.
Die Grünländer sind vielfach als extensiv als Mähwiese genutztes Feuchtgrünland ausgeprägt. Darunter sind Bereiche mit Magerrasen und artenreichen Borstgrasrasen. Teilweise sind die Grünländer durch Hecken und Gebüsche gegliedert, daneben finden sich Feld- oder Solitärgehölze. Auf ungenutzten Flächen sind Röhrichte und Riede sowie feuchte Hochstaudenfluren ausgebildet.
Die Wälder sind als Erlen-Eschen- und Erlenbruchwälder und als feuchte Eichen-Hainbuchenwälder ausgeprägt. Dominierende Baumarten der Erlen- und Eschenwälder sind Schwarzerle und Gemeine Esche. Dazu gesellen sich Bruchweide, Stieleiche, Traubenkirsche, Vogelkirsche, Hainbuche, Rotbuche und Flatterulme. Die Eichen-Hainbuchenwälder werden von Stieleiche, Hainbuche, Gemeiner Esche, Winterlinde sowie Feldahorn, Rotbuche, Vogelkirsche, Traubenkirsche, Traubeneiche und Flatterulme gebildet. An den Talrändern stocken teilweise Eichenmischwälder. Hauptbaumarten sind Stieleiche, Traubeneiche, Hängebirke, Moorbirke und Waldkiefer. Dazu gesellen sich in erster Linie Hainbuche und Rotbuche. Bei Bötersheim und am Mühlenbach sind kleinflächig auch Buchenwälder mit Rotbuche, Hainbuche, Stieleiche und Traubeneiche zu finden. Auf vermoorten Flächen stocken auch Moorwälder aus Moorbirke und Kiefer sowie Hängebirke, Vogelbeere und teilweise auch Schwarzerle. Die Wälder verfügen im Allgemeinen über einen hohen Alt- und Totholzanteil.
Stellenweise sind Heideflächen ausgeprägt. Auf trockenen Standorten siedeln Besenheide und Schwarze Krähenbeere, teilweise vergesellschaftet mit Heidel- oder Preiselbeere. Teilweise sind auch Bestände von Wacholder und Englischem oder Behaartem Ginster eingestreut. Auf feuchten bis vermoorten Standorten siedeln Glockenheide, Besenheide, Schnabelried, Lungenenzian, Moorlilie und Torfmoose sowie Seggen- und Wollgrasriede.
Die Fließgewässer sind naturnah ausgeprägt mit überwiegend unverbauten Ufern und vielfältigen Sedimentstrukturen. An besonnten Bereichen der Fließgewässer, insbesondere von Este und Mühlenbach, sind flutende Unterwasservegetation zu finden. Stellenweise sind Altarme und vom Gewässerlauf abgetrennte Altwässer zu finden. Im Naturschutzgebiet sind auch Stillgewässer zu finden, die überwiegend naturnah mit gut entwickelter Wasser- und Verlandungsvegetation ausgebildet sind. Hier siedeln beispielsweise Laichkraut- und Froschbissgesellschaften.
Die Fließgewässer sind Lebensraum u. a. verschiedener Fische wie Bach- und Meerforelle, Hasel, Döbel, Gründling und Bachschmerle und der Rundmäuler Meer-, Fluss- und Bachneunauge sowie für Fischotter und Grüne Flussjungfer. Die Stillgewässer beherbergen verschiedene Amphibien, darunter Kammmolch und Knoblauchkröte. Im Bereich eines Quellsumpfs bei Bötersheim ist der Feuersalamander heimisch.
Das Naturschutzgebiet beherbergt teilweise stark gefährdete Pflanzenarten, darunter Ästige Graslilie, Ähriger Ehrenpreis, Niedrige Schwarzwurzel, Färberscharte und Frühlingssegge. Im Bereich von Heideflächen bei Bötersheim siedeln Vorkommen des Vorblattlosen Leinblattes, von dem bundesweit nur vier Fundorte bekannt sind.
Das Naturschutzgebiet wird unter anderem von der Bahnstrecke Wanne-Eickel–Hamburg, der Bundesstraße 75 und der Autobahn 1 gequert.